# Hush Money
Hush Money (librement traduit par « L'Argent du silence ») est un film américain réalisé par Charles Maigne et sorti en 1921.

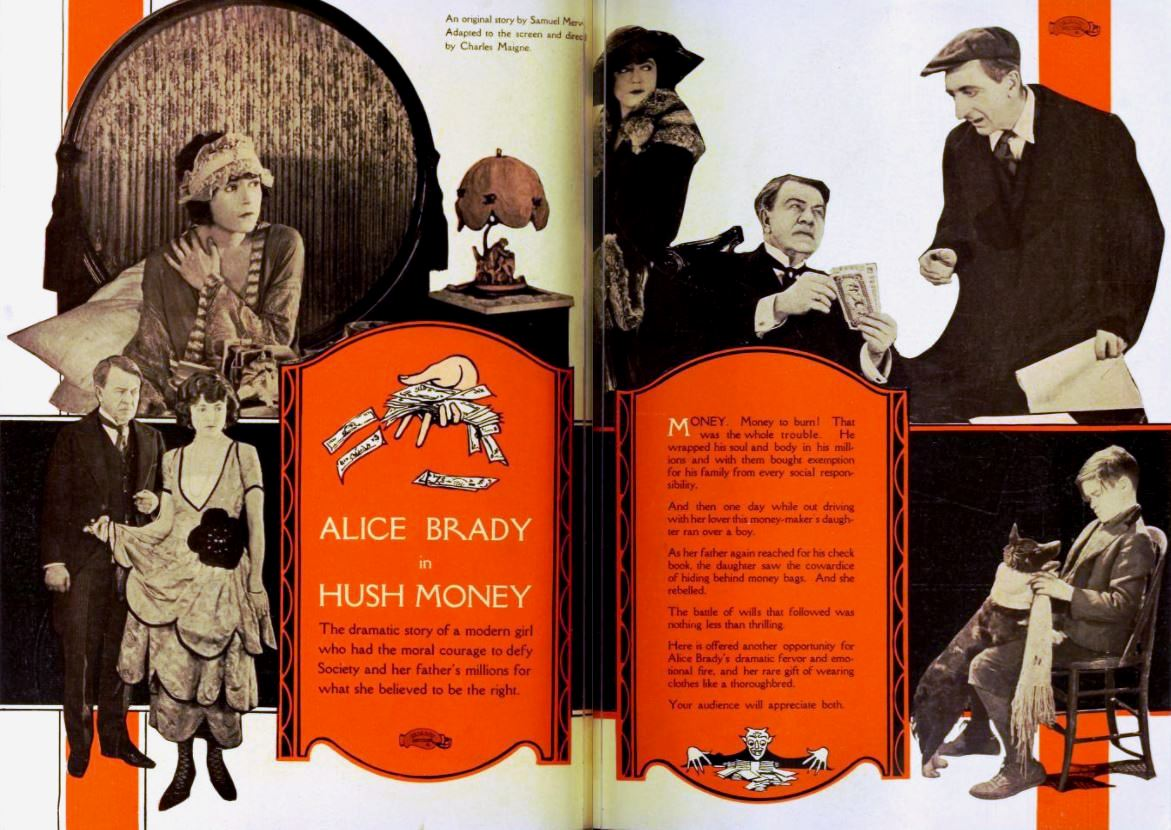
Annonce pour le film dans Exhibitor Herald.

C'est la première histoire que le scénariste Samuel Merwin écrit directement pour le cinéma.

## Scénario
Comme indiqué dans Exhibitor Herald, Evelyn Murray, fille du puissant financier new-yorkais Alexander Murray, renverse un pauvre garçon avec sa voiture, et son fiancé la persuade de fuir avant de déterminer l'étendue de ses blessures. Son père verse de l'argent au seul témoin de l'accident pour contrecarrer sa détermination à témoigner. Prise de remors, Evelyn rompt ses fiançailles, quitte la maison et se lance dans des œuvres caritatives sous la supervision du jeune évêque Deems. Finalement, elle se fait une raison et renoue avec son fiancé.

## Fiche technique
- Réalisation : Charles Maigne
- Scénario : Charles Maigne, Samuel Merwin
- Photographie : Gilbert Warrenton
- Production : Realart Pictures Corporation
- Distributeur : Paramount Pictures
- Durée : 50 minutes (5 bobines)[3].
- Date de sortie : 
  - États-Unis : novembre 1921

## Distribution

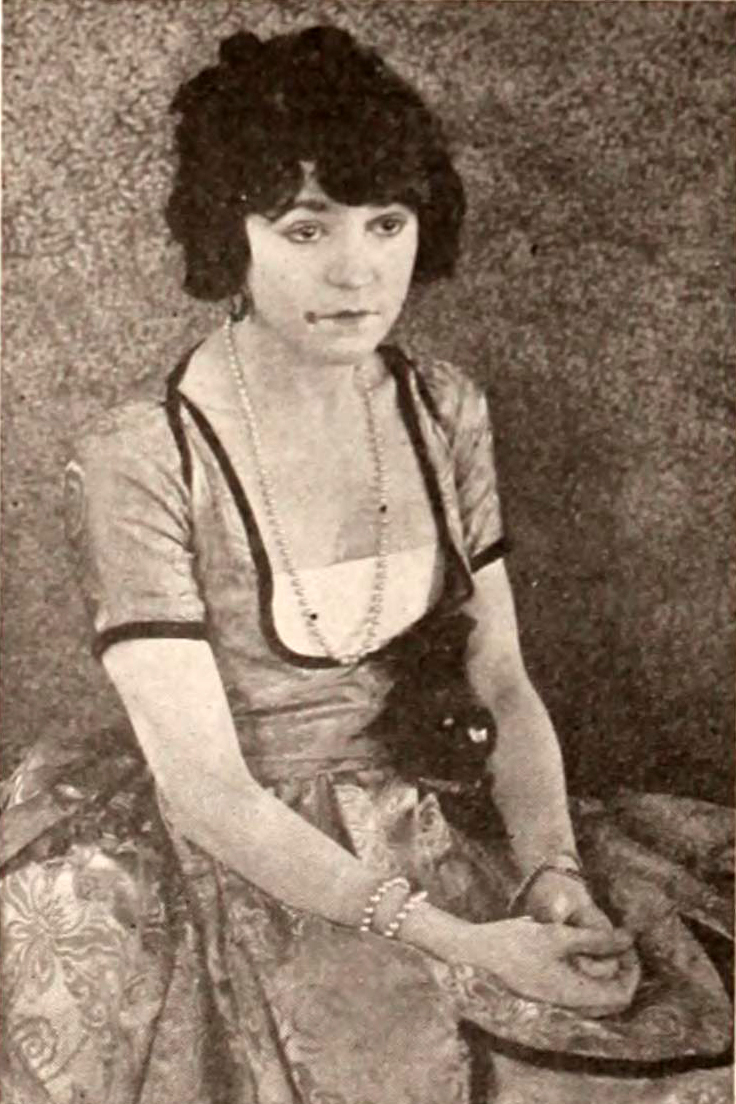
Alice Brady dans le film.

- Alice Brady : Evelyn Murray
- George Fawcett : Alexander Murray
- Larry Wheat : Bert Van Vliet
- Harry Benham : Bishop Deems
- Jerry Devine : Terry McGuire